# Brandy (alcool)
Pour les articles homonymes, voir Brandy.
Brandy est un terme de langue anglaise qui désigne une eau-de-vie de vin, obtenue par distillation de vin de cépages rouges ou blancs. Le cognac est un type de brandy qui vient tout simplement de la région de Cognac. 

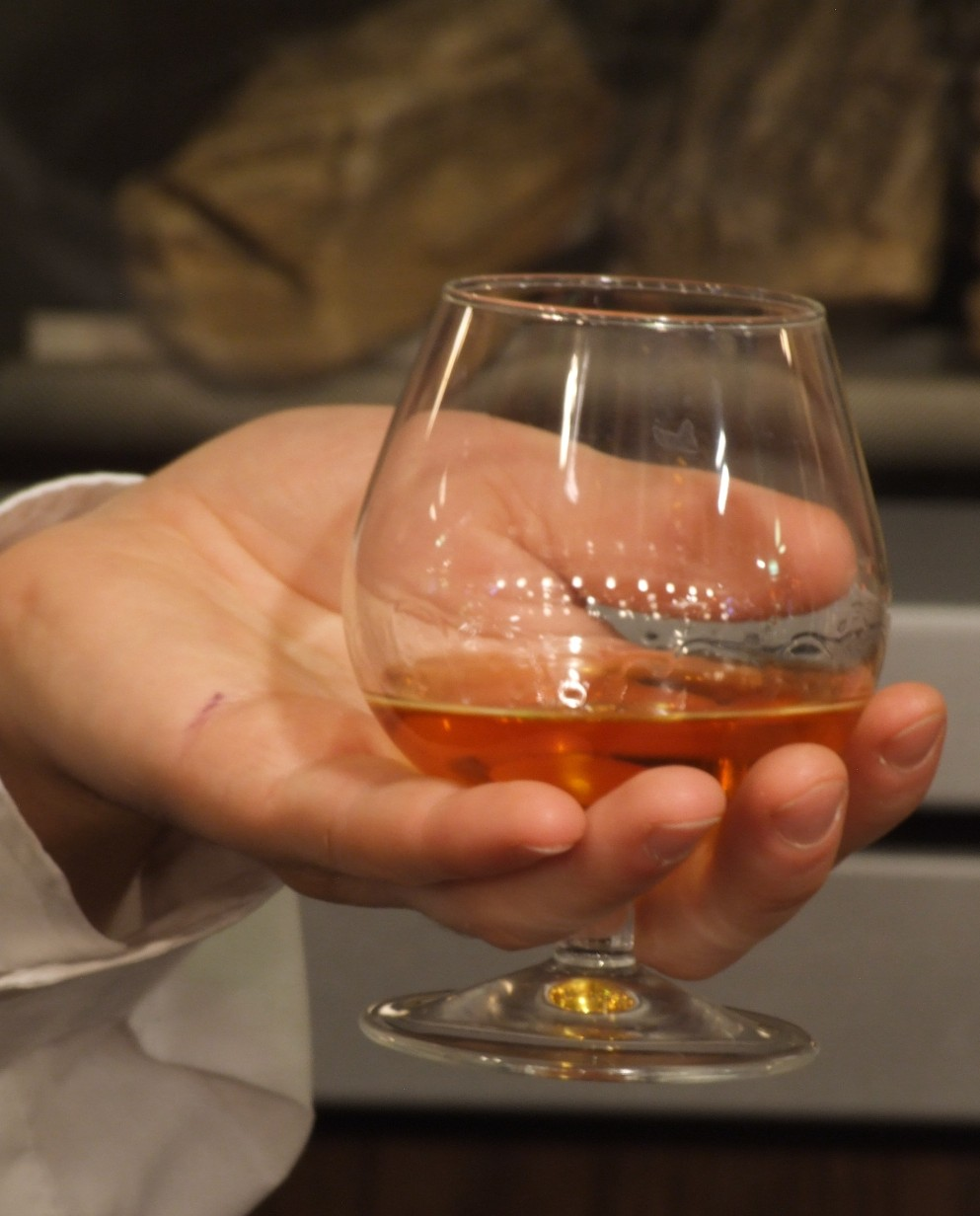
Ballon de brandy.

À partir du XVe siècle, les Néerlandais raffolent du cognac, ce brandewijn (« vin brûlé », d'où le terme anglais brandy et le terme français brandevin), qu'ils boivent coupé d'eau dans les tavernes, les ports, sur leurs bateaux, plus rarement chez eux. 

## Liste des dix brandys les plus vendus dans le monde en 2013
Cette liste a été élaborée par le magazine en ligne The Spirits Business.
| Rang | Marque               | Pays            | Quantités | progression 2012/2013 |
| ---- | -------------------- | --------------- | --------- | --------------------- |
| 1    | McDowell’s No.1      | Inde / Brandy   | 9,2       | -15 %                 |
| 2    | Hennessy             | France / Cognac | 5,17      | +1 %                  |
| 3    | Mansion House Brandy | Inde / Brandy   | 5,0       | -6 %                  |
| 4    | Old Admiral          | Inde / Brandy   | 3,9       | +11 %                 |
| 5    | Honey Bee            | Inde / Brandy   | 3,3       | -32 %                 |
| 6    | Dreher               | Brésil / Brandy | 3,3       | 0 %                   |
| 7    | Men’s Club Brandy    | Inde / Brandy   | 2,8       | +1300 %               |
| 8    | McDowell’s VSOP      | Inde / Brandy   | 2,2       | +16 %                 |
| 9    | Martell              | France / Cognac | 1,9       | -4 %                  |
| 10   | Rémy Martin          | France / Cognac | 1,7       | +11 %                 |

## Effets secondaires
Pour des raisons encore mal comprises, bu en quantité excessive (au point d'induire une ivresse), c'est l'un des spiritueux qui induit les gueules de bois les plus intenses.